# (725) Аманда
(725) Аманда (нем. Amanda) — астероид главного пояса, который был открыт 21 октября 1911 года австрийским астрономом Иоганном Пализой в Венской обсерватории и назван в честь жены немецкого астронома Рихарда Шорра — Аманды.

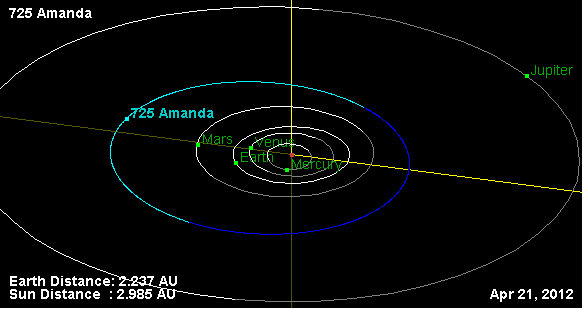
Орбита астероида Аманда и его положение в Солнечной системе